# Wilhelm Altenloh

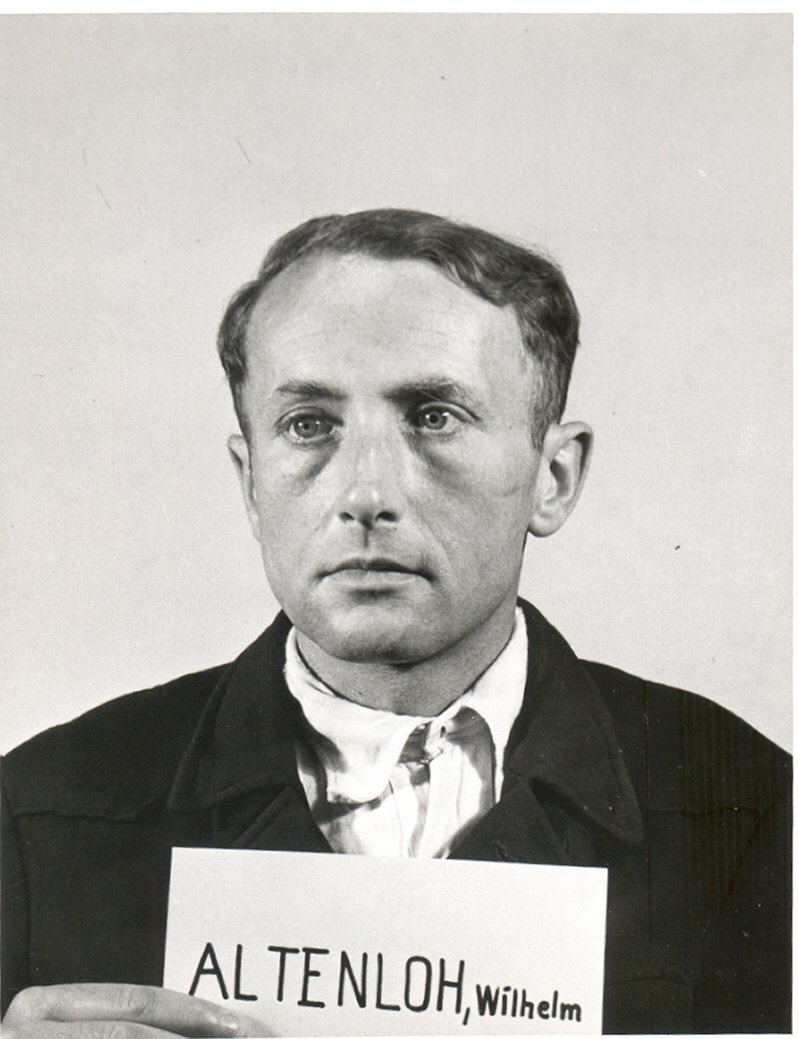
Wilhelm Altenloh als Zeuge bei den Nürnberger Prozessen

Karl Wilhelm Altenloh (* 25. Juni 1908 in Hagen; † 24. Februar 1985 ebenda) war ein deutscher Jurist und SS-Führer. Während des Zweiten Weltkrieges war Altenloh von 1941 bis 1943 als Kommandeur der Sicherheitspolizei und des SD (KdS) im besetzten Białystok führend an der Vernichtung der Juden beteiligt.

## Leben
Altenloh, Sohn eines Fabrikanten, hatte drei jüngere Geschwister. Er besuchte nach der Privatvorschule das örtliche Realgymnasium, wo er 1926 das Abitur ablegte. Anschließend absolvierte er ein Jurastudium an den Universitäten Heidelberg, München und Bonn, das er 1931 mit dem ersten juristischen Staatsexamen in Köln beendete. Nach während seines Rechtsrefendariats wurde im Fach Rechtswissenschaft im Dezember 1931 an der Universität Erlangen zum Dr. jur. promoviert.
Altenloh wurde nach der Machtübergabe an die Nationalsozialisten Anfang April 1933 Mitglied der SA und trat zum 1. Mai 1933 der NSDAP bei (Mitgliedsnummer 3.196.549). Im November 1934 legte er das zweite juristische Staatsexamen ab. Im Februar 1935 wurde er in das Geheime Staatspolizeiamt Berlin übernommen, wo er zunächst im Referat „Sekten“, dann im Referat „Überwachung des Vereinswesens“ und schließlich im Pressereferat beschäftigt war. Im September 1935 wechselte er von der SA zur SS (SS-Mitgliedsnummer 272.245) und wurde zeitgleich zum Regierungsassessor ernannt. Im November 1938 wurde er zum Regierungsrat befördert und innerhalb der SS gleichzeitig zum SS-Hauptsturmführer. 1938 trat er in das SD-Hauptamt ein. Ende Januar 1939 wurde er zum SS-Sturmbannführer befördert.
Nach Beginn des Zweiten Weltkrieges wurde er im Februar 1940 zum Chef der Stapostelle im ostpreußischen Allenstein ernannt. Nach dem deutschen Überfall auf die Sowjetunion wurde per 1. August 1941 der Bezirk Białystok unter Zivilherrschaft genommen. Im August 1941 wurde Altenloh zum Kommandeur der Sicherheitspolizei und des SD (KdS) Białystok ernannt; er behielt allerdings bis Oktober 1942 seinen Dienstsitz in Allenstein bei. Das Gestapo-Personal für den neuen Bezirk kam aus den Regierungsbezirken Königsberg, Tilsit und Allenstein; der Bezirk wurde praktisch als Unterbezirk von Allenstein geführt. Der erste Gestapo-Chef im Bezirk Białystok war Waldemar Macholl (vorher Tilsit), sein Stellvertreter war Richard Dibus. Nachdem im September 1941 der Bezirk Białystok um das Gebiet von Grodno erweitert wurde, kam eine weitere Gestapo-Dienststelle in Grodno hinzu, die von Heinz Errelis geleitet wurde. Diesen Posten behielt er bis Mai 1943, als er von Obersturmbannführer Herbert Zimmermann abgelöst wurde. Altenloh wurde anschließend nach Frankreich versetzt, wo er zunächst als KdS Nancy und später beim Befehlshaber der Sicherheitspolizei und des SD (BdS) in Paris eingesetzt war. Nach dem Vormarsch der Alliierten in Frankreich wurde Altenloh im Sommer 1944 ins Reichssicherheitshauptamt versetzt, wo er im Oktober 1944 beim Amt V die Dezernatsleitung „Korruption in den Obersten Reichsbehörden“ übernahm. In der Kriegsendphase wurde er zur Waffen-SS eingezogen, jedoch kurz vor Kriegsende aus gesundheitlichen Gründen aus dem Militärdienst entlassen.
In der Nachkriegszeit wurde er im Januar 1946 aufgrund seiner Gestapomitarbeit interniert. Nach einem Spruchkammerverfahren in Benefeld-Bomlitz erhielt er eine dreijährige Haftstrafe. Seitens eines englischen Auslieferungsgerichts wurde Altenlohs Auslieferung nach Polen abgelehnt, wo er als Kriegsverbrecher angeklagt werden sollte. Als KdS Białystok soll er Massenerschießungen an polnischen Zivilisten befohlen, das Niederbrennen von Dörfern angeordnet und als Vorsitzender eines Standgerichts Todesurteile ausgesprochen haben. Nach der Entlassung aus der Haft im Juli 1949 arbeitete er als Prokurist zunächst bei der Altenloh und Falkenroth GmbH und später in gleicher Funktion bei einer Gießerei.
Altenloh wurde erstmals 1961 zusammen mit Zimmermann von der Staatsanwaltschaft Dortmund angeklagt. Im Sommer 1965 wurde er zweimal kurzzeitig in Untersuchungshaft genommen. In einem Prozess vor dem Landgericht Bielefeld wurde Altenloh am 14. April 1967 wegen Beihilfe zum Mord an mindestens 10.000 Juden aus Białystok und Grodno zu acht Jahren Zuchthaus verurteilt. Seine Mitangeklagten Lothar Heimbach (neun Jahre), Richard Dibus (sechseinhalb Jahre) und Heinz Errelis (fünf Jahre) wurden ebenfalls verurteilt. Altenloh erhielt aufgrund seines Gesundheitszustandes Haftverschonung.
Altenloh verstarb 1985 und wurde auf dem Buschey-Friedhof in Hagen beigesetzt.

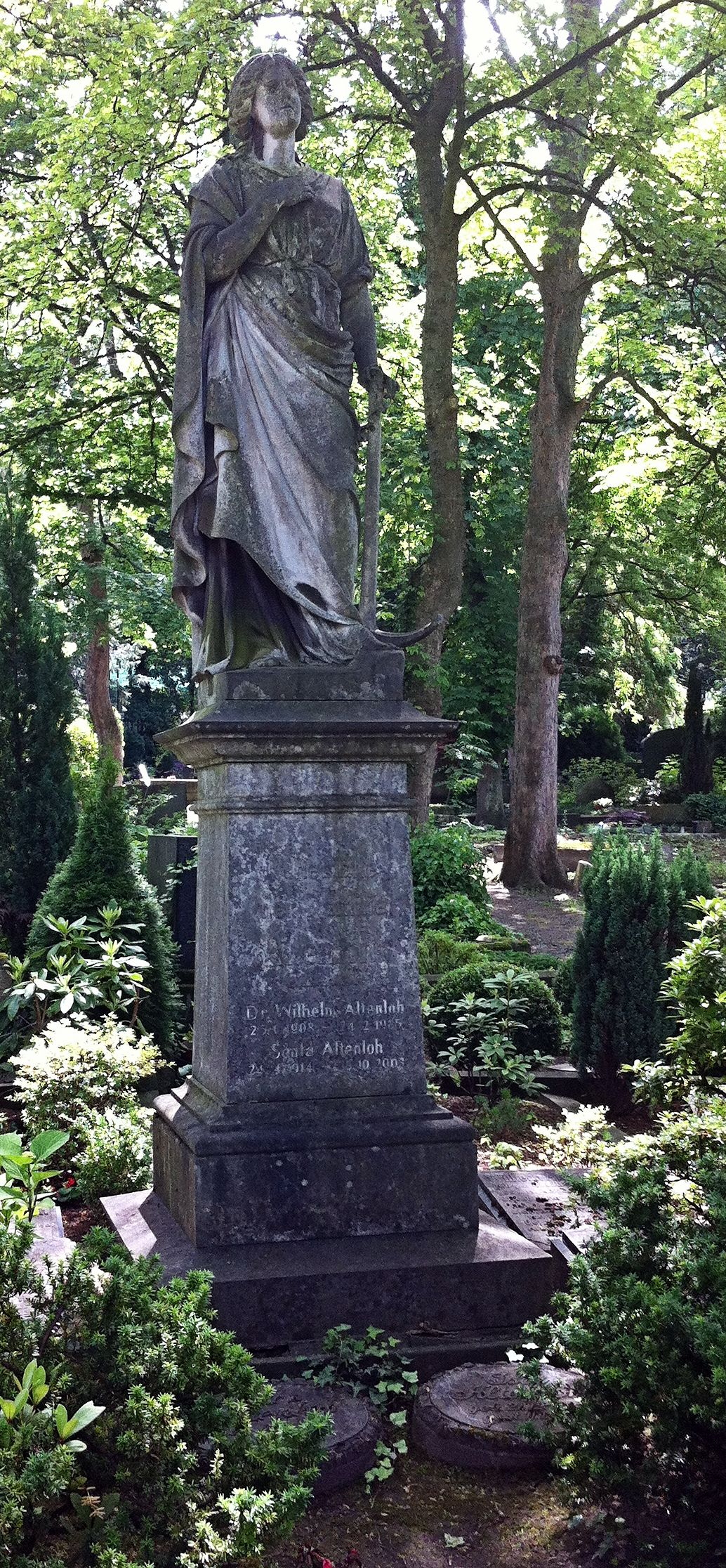
Grabstein Wilhelm Altenloh
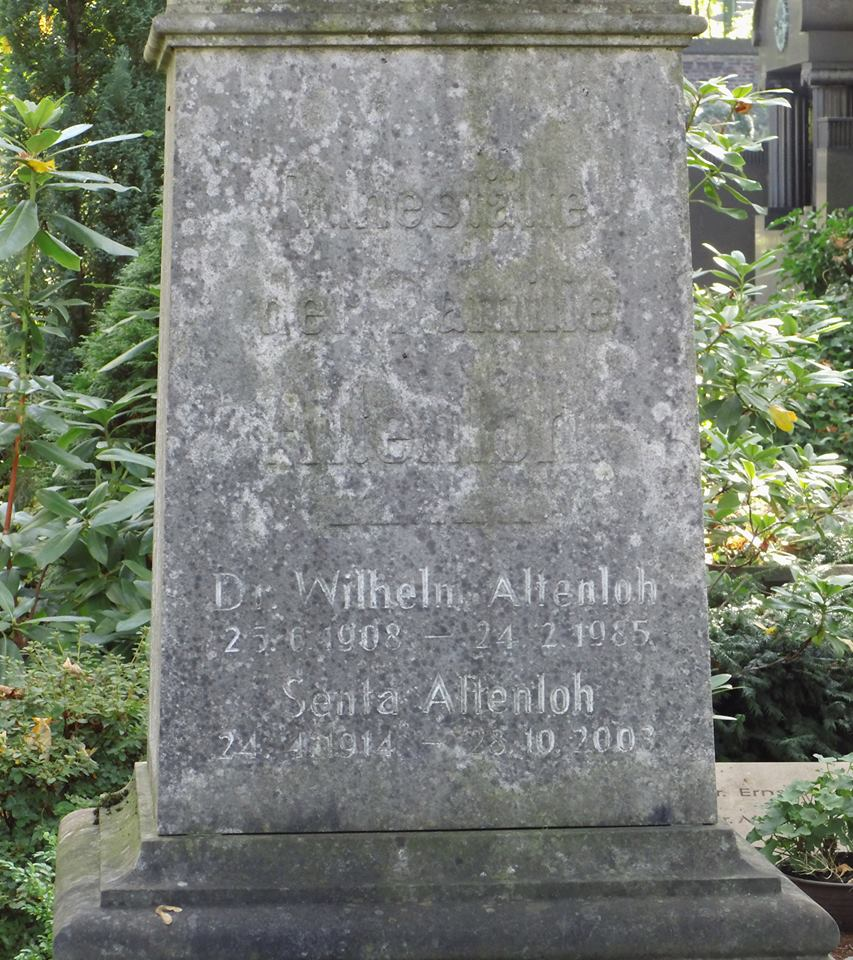
Grabinschrift auf Altenlohs Grab auf dem Buschey-Friedhof in Hagen